# IK (gene)
A proteína RED é uma proteína que em humanos é codificada pelo gene IK. A proteína codificada por esse gene foi identificada por sua repetição RED, um trecho repetido de arginina, ácido glutâmico e resíduos de ácido aspártico. A proteína localiza-se em pontos discretos dentro do núcleo, excluindo o nucléolo. Sua função é desconhecida. Esse gene é mapeado para o cromossomo 5; no entanto, um pseudogene pode existir no cromossomo 2.